# Њемодлин
Њемодлин (пољ. Niemodlin) град је у Пољској у Војводству опољском. По подацима из 2012. године број становника у месту је био 6699.

## Становништво
| 2012. |
| ----- |
| 6.699 |

## Партнерски градови
- Фехелде